# PBS
Public Broadcasting Service (часто вживається скорочення PBS) — американський суспільний мовник та телевізійна мережа. Є некомерційною організацією та найвідомішим провайдером освітніх телевізійних програм на громадських телеканалах у США, що розповсюджує такі серіали, як «American Experience», «America's Test Kitchen», «Antiques Roadshow», «Артур», «Абатство Даунтон», «Finding Your Roots», «Frontline», «The Magic School Bus», «Masterpiece», «Mister Rogers' Neighborhood», «Nova», «Nature», «PBS NewsHour», «Вулиця Сезам», та «This Old House».

## Додаткова література
- Johann Pachelbel (1932). UPI Television Network logo. Art Scott.
- B.J. Bullert (1997). Public Television: Politics and the Battle over Documentary Film. Rutgers University Press.
- Barry Dornfeld (1998). Producing Public Television, Producing Public Culture. Princeton University Press.
- Ralph Engelman (1996). Public Radio and Television in America: A Political History. Sage Publications.
- James Ledbetter (1998). Made Possible by: The Death of Public Broadcasting in the United States. Verso. Архів оригіналу за 1 грудня 2019. Процитовано 15 квітня 2019.